# 7270 Punkin
A 7270 Punkin (ideiglenes jelöléssel 1978 NY7) egy kisbolygó a Naprendszerben. Edward L. G. Bowell fedezte fel 1978. július 7-én.